# Muhammad Ali Dzsinnah
Muhammad Ali Dzsinnah (Mahomedali Jinnahbhai; 1876. december 25. – 1948. szeptember 11.) brit indiai születésű ügyvéd, politikus és államférfi, Pakisztán alapítója. Pakisztánban a mai napig nagy tisztelet övezi, ezért gyakran Baba-e-Qaumként (a Nép Atyja) valamint Qaeed-e-Aazaamként (Nagy Vezető) hivatkoznak rá, nevének használata helyett. Születésnapja Pakisztán nemzeti ünnepe.
1913-tól Pakisztán létrejöttéig, azaz 1947. augusztus 14-ig ő volt az All-Indian Muslim League, vagyis az Összindiai Muszlim Liga elnöke, ezt követően pedig haláláig, 1948. szeptember 11-ig főkormányzóként vezette az országot.

## Háttere
1876. december 25-én született Karacsiban, az akkori Brit India területén. Felsőfokú tanulmányait Angliában végezte, a Lincoln's Innben ügyvédnek tanult. A formális tanulmányok mellett angliai tartózkodása során elsajátította az európai kultúra számos elemét: az öltözködést, az étkezést, az etikettet. Annak ellenére, hogy az iszlám vallás követője volt, rendszeresen fogyasztott alkoholt és sertéshúst is evett. Ebben az időben lett a parlamenti demokrácia híve is.

## Politikai pályafutása
Tanulmányainak befejeztével 1896-ban tért vissza Indiába, ahol ügyvédi karrierjének építésével kezdett foglalkozni. Politikai pályára csak azután lépett, hogy sikeres muszlim ügyvédként nevet szerzett magának. Első alkalommal 1906-ban jelent meg hivatalosan a Kongresszusi Párt kalkuttai ülésén. Pályája gyorsan ívelt felfelé a Kongresszusban: 1913-ban a párt egyik legelismertebb muszlim politikusává lépett elő, sokan már ekkor is a párt jövendőbeli vezetőjeként tekintettek rá.
1913 fordulópont volt Dzsinnah életében: kongresszusi tagságát megtartva elvállalta a Muszlim Liga vezetését, hogy a két párt együttműködését elősegítse. Céljának elérésére 1915-ben tárgyalásba kezdett a Kongresszussal, melynek gyümölcse az 1916-os Lucknow Paktum. A Paktum történelmi jelentőségét az adja, hogy ez az egyetlen dokumentum és egyben egyetlen alkalom, amikor a két párt egyetértett India jövőjével kapcsolatban. A Paktum a muszlimok számára számos olyan már régóta követelt garanciát tartalmazott, többek között súlyozott jelenlétet azon provinciák Törvényhozó Bizottságában is, melyekben a felekezet tagjai kisebbséget alkottak. A Paktum kezdeti sikere azonban nem vezetett a hindu-muszlim kapcsolatok tartós javulásához.
1920 decemberében távozott csupán a Kongresszusból, mivel nem értett egyet a párt új vezetője, Mohandász Karamcsand Gandhi politikájával. Dzsinnah politikai pályája átmeneti szünethez érkezett nem sokkal a Chelmsford-Montague reformok bevezetése után, melyek azon politikusok számára voltak kedvezőek, akik jelentős regionális támogatást élveztek. Dzsinnah ilyen jellegű támogatóbázissal nem rendelkezett, hiszen korábbi karrierje során az „összindiai” érdekeket igyekezett képviselni. Politikai befolyásának csökkenése miatt 1931-ben visszatért Londonba, hogy folytassa ügyvédi karrierjét.
Két évvel később, 1933-ban azonban felkereste Mohammed Liaqat Ali Khan, Dzsinnah majdani jobbkeze, Pakisztán jövendő kormányfője. Liaqat Ali Khan látogatásának célja az volt, hogy meggyőzze a politikust az Indiába és a politikához való visszatérésről. Erre azonban csak 1935-ben került sor. Az 1937-es provinciális választásokon a Liga nem szerepelt jól: a 489 muszlimok számára fenntartott helyből csupán 109-et szerzett meg. A Kongresszus azonban olyan sikeres volt, hogy India 11 provinciája közül 7-ben állíthatott fel minisztériumokat. A Kongresszus győzelme egyúttal azt is jelentette, hogy ezekben a provinciákban nagy számú muszlim került első alkalommal hindu vezetés alá. Mivel a Kongresszus nem képviselte érdekeiket, kialakult a megfelelő hangulat egy önálló állam koncepciójának körvonalazódásához, melynek csíráit Muhammad Allama Iqbal költő már az 1930-as években elhintette. A második világháború kitörése magával hozta a britek jelenlétének gyengülését, valamint a Liga megerősödését.

## Szerepe Pakisztán létrehozásában
1940-re megérett az idő a Lahore-i Határozat kiadásához, melyben a Liga hivatalosan kinyilvánította igényét egy önálló muszlim állam létrehozására. A következő, 1946-os választásokra a Liga olyannyira megerősödött, hogy megnyerte a muszlimok számára fenntartott helyek legtöbbjét. Dzsinnah ezt a sikert úgy értelmezte, hogy a muszlim lakosság támogatja az önálló állam gondolatát, mely koncepciót azonban Dzsinnah sosem fejtett ki. (Ez a részlet Pakisztán jövőjét nagyban meghatározza.) A választási sikert felhasználva volt képes a politikus meggyőzni mind a Kongresszust, mind a briteket arról, hogy az új állam a muszlim lakosság támogatását élvezi. India kettéválasztását végül a Kongresszus egy taktikai hibája tette lehetővé, nem pedig egy valódi, széles társadalmi és politikai támogatottsággal bíró tárgyalási folyamat.
A végső terv, melyben Pakisztán határait meghúzták, 1947. július 3-ra készült el. Dzsinnah az eredménnyel egyáltalán nem volt elégedett, mivel az nem az általa létrehozni kívánt nagy Pakisztánt körvonalazta, hanem egy kisebb, a mezőgazdaságilag fontos Nyugat-Bengáltól és Kelet-Punjabtól megfosztott csonka államot írt le. A terv jóváhagyása után – melyet Dzsinnah csalódottsága miatt nem adott írásba – az események villámgyorsasággal követték egymást, s Pakisztán egy bő hónappal később, 1947 augusztusában kivált Indiából. Ezzel egy időben India is elnyerte függetlenségét Nagy-Britanniától.

## Pakisztán élén
Az új állam élére ő került, mint az állam ideiglenes főkormányzója. Feladata igen nehéz volt: gyakorlatilag a semmiből kellett egy új, működő államot kiépítenie. Művének befejezésére azonban már nem volt alkalma, mivel egy évvel Pakisztán létrejötte után Dzsinnah hosszú, titkolt betegsége miatt 1948. szeptember 11-én meghalt.

## Bibliográfia
- Talbot, Ian A. „Jinnah and the making of Pakistan.” A History Today 34, 2. szám (Február 1984): 4-6.
- dr Akbar, Ahmed. „Why Jinnah matters.” In Pakistan: beyond the 'Crisis State', szerző: Maleeha Lodhi, 21-34. New York: Columbia University Press, 2011.